# 심리생리학적 상호작용
심리생리적 상호작용(Psychophysiological Interaction, PPI)은 기능적 뇌 영상 데이터, 주로 기능적 자기공명영상(fMRI)을 분석하기 위한 뇌 연결성 분석 방법이다. 이 방법에서는 뇌 영역 간의 효과적 연결성(effective connectivity; coupling)이 맥락에 따라 어떻게 변화하는지를 계산한다.
PPI 분석은 과제 수행 등 특정 심리적 맥락과, 특정 뇌 영역의 활동 등 생리적 상태 사이의 상호작용에 따라 활동이 달라지는 뇌 영역을 식별한다. 이를 통해 특정 영역의 활동이 심리적 및 생리적 요인에 의해 어떻게 조절되는지를 이해할 수 있다.

## 역사와 발달
이 방법은 1997년 프리스톤(Friston)과 동료들이 처음 제안하였다. PPI에서는 심리적 변수와 생리적 변수 사이의 상호작용 항(interaction term)을 포함한 모델을 하나 만든다. 만약 상호작용 항이 심리적 변수와 생리적 변수의 주요 효과를 고려한 후에도 다른 뇌 영역의 활성화를 설명할 수 있다면, 이는 두 뇌 영역 간에 과제에 의존적인 연결성이 존재함을 의미한다.
PPI 방법은 주로 기능적 자기공명영상(fMRI)으로 측정된 혈액-산소-농도-의존 영상(BOLD)에 적용된다. BOLD 신호는 신경 활동에 비해 반응 속도가 느리다. 따라서 기틀만(Gitelman과 동료들은 시드 영역의 BOLD 시간 신호를 혈류역학적 반응 함수(hemodynamic response function)를 사용해 먼저 디컨볼루션(deconvolution)하여, 결과적으로 "신경 수준"의 신호가 심리적 변수, 즉 주어진 자극의 시점과 일치하도록 할 것을 제안했다. 이때 심리적 변수와 생리적 변수는 모두 0을 중심으로 정규화되어야 한다.
fMRI 실험이 다수의 조건으로 설계된 경우, 모델에 여러 심리적 변수가 포함된다. 이를 처리하기 위해 일반화된 PPI(generalized PPI, gPPI)라는 모델이 제안되었다.
전통적으로 PPI 분석은 시드 기반 전략(seed-based strategy)을 사용해 수행된다. 이는 사전에 정의된 시드 영역을 사용해 PPI 항을 정의하고, 전 뇌를 대상으로 복셀 단위 분석을 수행하여, 시드 영역과 과제 조절 연결성을 나타내는 영역을 식별하는 방식이다.
PPI 방법은 또한 뇌의 모든 영역 쌍에 적용될 수 있다. 이를 통해 뇌 전체의 과제와 관련된 연결성을 매핑할 수 있다.

## 분석 소프트웨어
주요 fMRI 데이터 분석 소프트웨어인 SPM, FSL, AFNI, CONN 등에는 모두 PPI 분석 모듈이 포함되어 있다. 또한, MATLAB 기반의 도구인 Generalized PPI Toolbox는 PPI 분석을 전문적으로 지원하는 툴박스이다.